# Ящуржинський Хрисанф Петрович
Ящуржи́нський Хриса́нф Петро́вич (1852, с. Молодецьке — 1923) — український археолог, етнограф, педагог.

## Життєпис

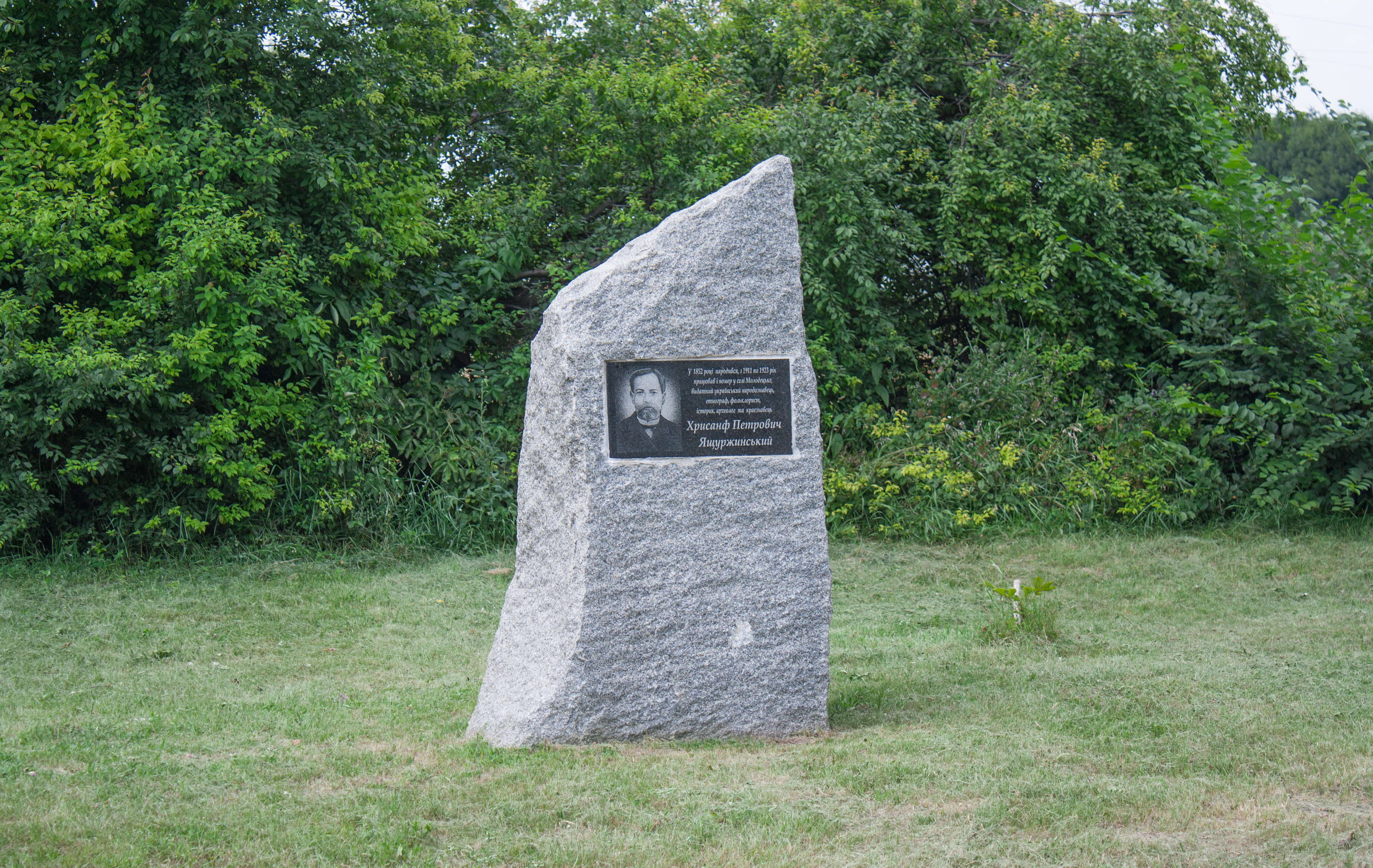
Пам’ятний знак в селі Молодецьке

Хрисанф Ящуржинський народився 31 (19 березня) 1852 року в с. Молодецьке Уманського повіту, у родині священика Петра Григоровича Ящуржинського.
Навчався в Київському і Варшавському університетах на слов'яно-російському відділенні історико-філологічного факультету.
Педагогічну діяльність розпочав у Криму, де викладав спочатку в Керченському-Кушниківському жіночому інституті, пізніше — у сімферопольській чоловічій гімназії та Сімферопольській жіночій гімназії. Згодом переїхав до Одеси, де почав викладати в Одеському інституті імені імператора Миколи I та жіночій гімназії.
Був членом наукових товариств:
- Таврійської ученої архівної комісії,
- Одеського товариства історії і старожитностей,
- Київського товариства охорони пам'ятників старовини та мистецтва.

Після виходу на пенсію, залишив Одесу і в 1911 році повернувся до рідного села. Хрисанф Петрович Ящуржинський, за даними письменника-краєзнавця з Одеси Григорія Зленка, помер восени 1923 року. Він не був одружений та не мав дітей.

## Наукова діяльність
Викладацьку діяльність Хрисанф Ящуржинський поєднував з науковою. Він писав статті, реферати, збирав фольклорний матеріал, співпрацював з часописом «Кіевская старина».
На пенсії продовжив фольклорно-етнографічні дослідження в с. Молодецьке, написав історичний нарис про м. Умань (вийшов з друку в 1913 році).

## Праці
- «Социально-политическое учение Гуса» («Варшавские университетские известия», 1878 та окремо);
- «Лирические малорусские песни, преимущественно свадебные, сравнительно с великорусскими» («Русский филологический вестник», 1880 та окремо);
- ряд етнографічних статей у журналі «Кіевская старина» (з 1888) і багато археологічних нотаток у «Звістках Таврійської Ученої Архівної Комісії» (рос. Известия Таврической учёной архивной комиссии);
- «Остатки язычества в погребальных обрядах Малороссии» («Этнографическое обозрение», 1898).